# André Geerts

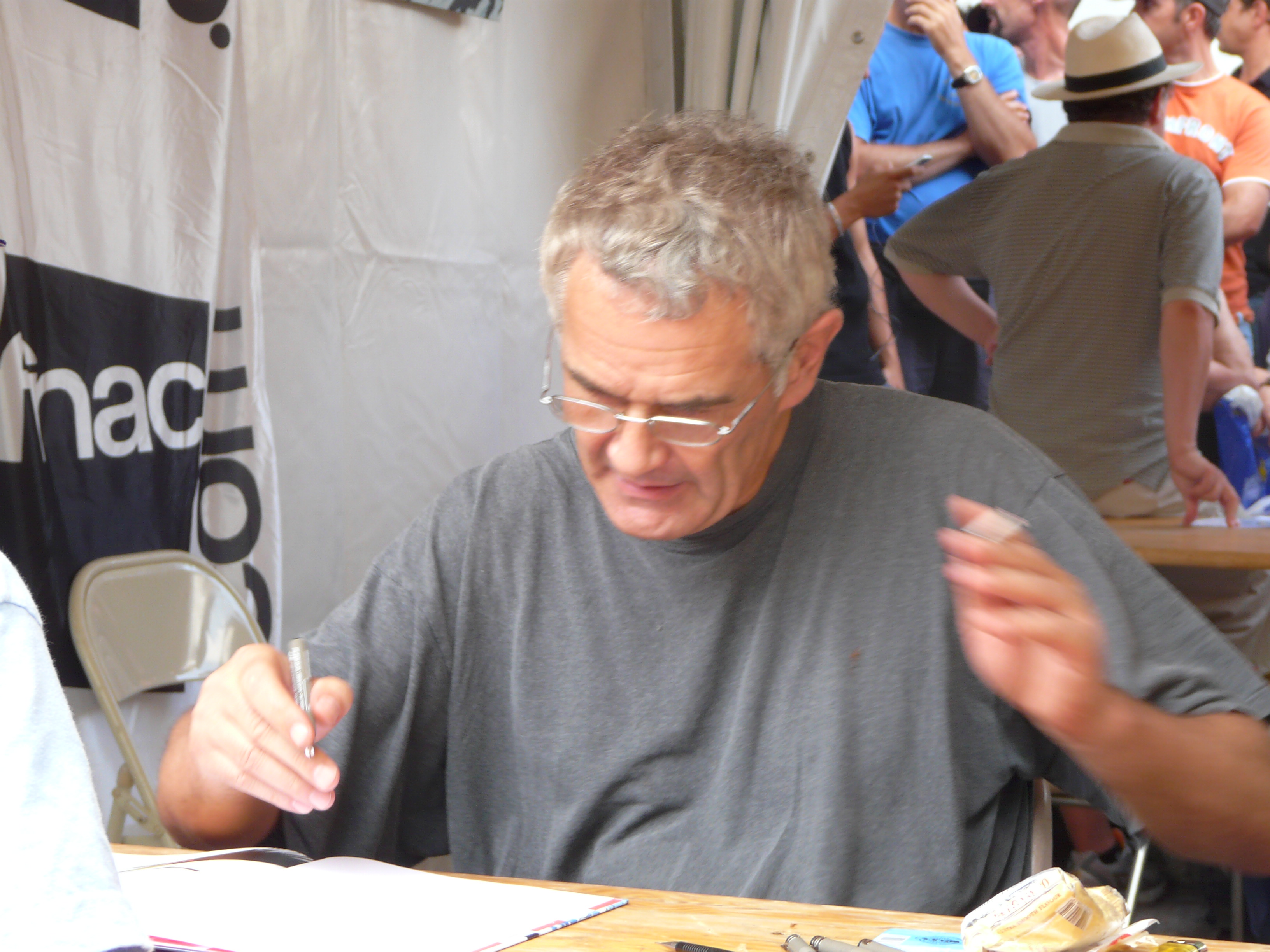
André Geerts (2008)

André Geerts (* 18. Dezember 1955 in Brüssel; † 27. Juli 2010) war ein belgischer Comiczeichner, -autor und Cartoonist. Bekannt wurde er vor allem durch seine Comicreihe Jojo.

## Leben
Nach seinem Studium am Institut Saint-Luc in Brüssel debütierte Geerts 1974 mit einem Beitrag in der Zeitschrift Le Soir Jeunesse. Für das Magazin Spirou zeichnete er ab 1976 zu den Texten von Jean-Marie Brouyère die Reihe La Petite Chronique Vénusienne. Im Jahr 1982 begann Geerts, Cartoons zu zeichnen, die in den Jahren 1985 und 1997 unter den Titeln Bonjour, Monde Cruel und Bonsoir, Monde Cruel! als Bücher veröffentlicht wurden. Im Jahr 1983 schuf Geerts für Spirou die humoristische Reihe Jojo, die er bis zu seinem Tod zeichnete. Von Jojo erschienen zu Lebzeiten Geerts’ insgesamt 17 Alben bei Dupuis, ein 18. wurde erst nach Geerts’ Tod veröffentlicht. Parallel zu Jojo zeichnete Geerts in Zusammenarbeit mit Sergio Salma ab 1993 die Serie Mademoiselle Louise, von der insgesamt vier Alben veröffentlicht wurden.
Geerts starb  27. Juli 2010 im Alter von 54 Jahren an den Folgen einer Krebserkrankung. Er lebte bis zu seinem Tod in Wemmel.